# 홍승모
홍승모(1970년 ~ )는 대한민국의 배우이다.

## 출연 작품

### 드라마와 예능
- 1994년 KBS 예능 프로그램 《긴급구조 119》
- 1999년 MBC 《허준》
- 2001년 MBC 《상도》
- 2002년 SBS 대하드라마 《야인시대》 - 명월관 하인/전위대 간부급 대원 역
- 2002년 MBC TV 예능 프로그램 《신비한 TV 서프라이즈》
- 2002년 SBS 드라마 스폐셜 《별을 쏘다》 - 구성태의 담당순경 역
- 2003년 MBC 《대장금》
- 2003년 MBC 일일연속극 《귀여운 여인》
- 2004년 EBS 문화드라마 《명동백작》
- 2004년 MBC 《영웅시대》
- 2004년 KBS 대하드라마 《불멸의 이순신》
- 2005년 KBS2 수목드라마 《부활》
- 2005년 MBC 수사실화극 《현장기록 형사》
- 2003년 MBC 실화극장 《죄와 벌》
- 2005년 MBC 정치드라마 《제5공화국》 - 박정희를 치료하는 의사 역
- 2005년 KBS 《KBS TV 문학관》
- 2005년 SBS 대하드라마 《서동요》
- 2006년 MBC 《주몽》
- 2006년 KBS 대하드라마 《대조영》
- 2006년 MBC 일일시트콤 《거침없이 하이킥!》 - 박진우 역
- 2007년 MBC 《이산》
- 2008년 SBS 일일연속극 《아내의 유혹》
- 2009년 KBS 대하드라마 《천추태후》
- 2012년 tvN 아침드라마 《유리가면》 - 송민철 역
- 2012년 MBC 《마의》
- 2013년 OCN 드라마 《특수사건 전담반 TEN 2》
- 2014년 MBN 다큐드라마 《기막힌 이야기 실제상황》
- 2014년 TV조선 교양 프로그램 《이것은 실화다》
- 2014년 KBS 대하드라마 《정도전》 - 백성 역